# Iyeoka Okoawo

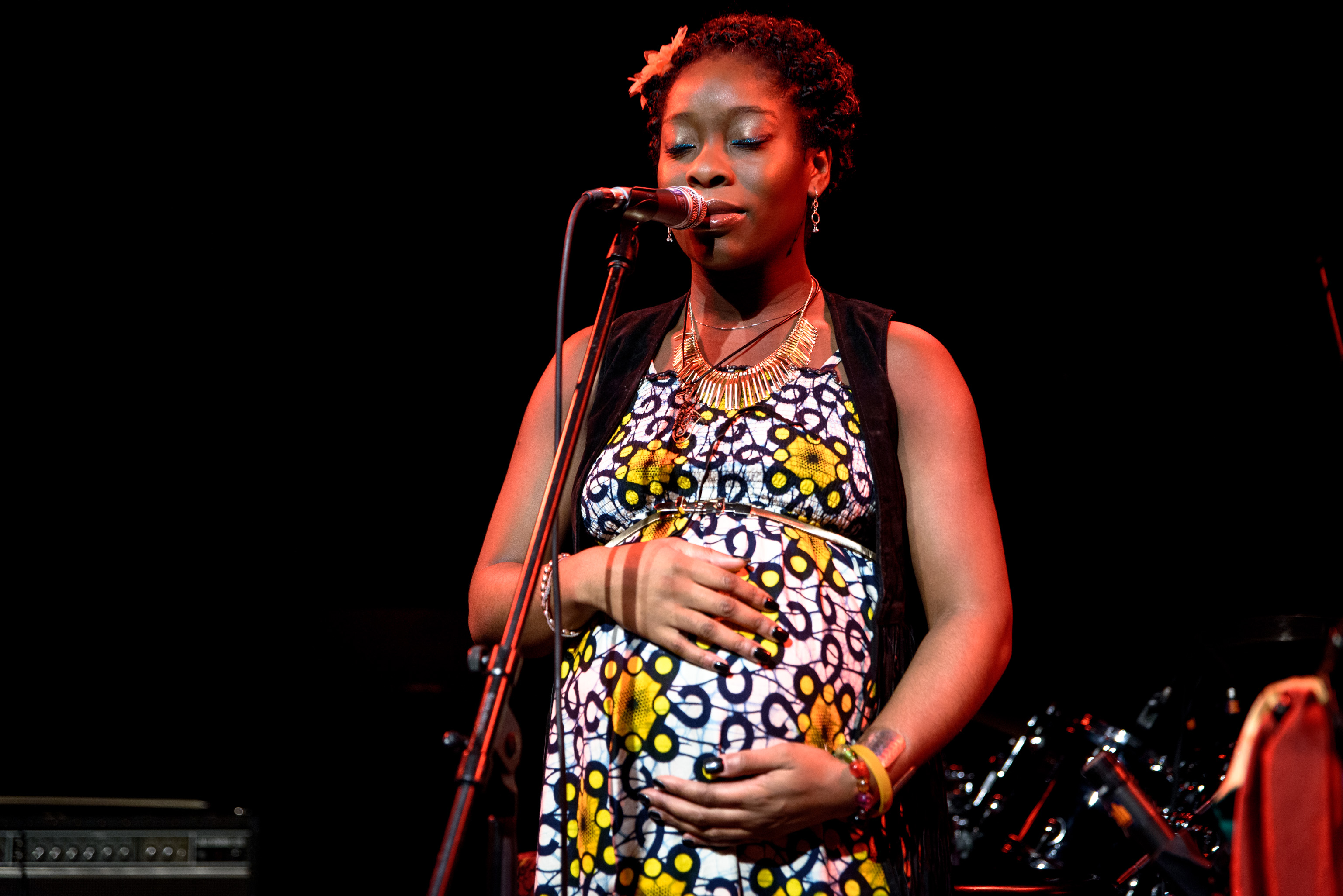
Iyeoka Okoawo Live in München 2015

Iyeoka Ivie Okoawo (* 28. April 1975 in Boston, Massachusetts) ist eine nigerianisch-amerikanische Dichterin, Musikerin und TEDGlobal-Stipendiatin. Ihre Musik enthält Soul-, R&B-, Rock-, Hip-Hop- und Jazz-Elemente.
Okoawos Eltern stammen aus dem nigerianischen Bundesstaat Edo. Sie kam als drittes von vier Kindern zur Welt. Bevor Okoawo ihre Musik-Karriere startete, arbeitete sie als Apothekerin. Ihre musikalische Karriere begann sie als Frontsängerin des Musikerkollektivs Iyeoka & The Rock by Funk Tribe.

## Diskografie

### Studioalben
- 2004: Black & Blues
- 2007: Hum the Bass Line
- 2010: Say Yes
- 2014: Say Yes – Evolved
- 2016: Gold

### Live-Alben
- Live @ KTUH Honolulu